# Робер дьо Борон
Робер дьо Борон (на френски: Robert de Boron) е френски поет, автор на произведения от края на XІІ – началото на XІІІ век.

## Биография и творчество
Робер дьо Борон е роден в село Борон, близо до Монтбелиар. Предполага се, че е бил на служба при Гутие де Монбелиар, който през 1202 г. заминава за четвъртия кръстоносен поход и умира в Светите земи през 1212 г.
В началото на XІІІ век създава първата художествена проза на френски език – „Роман за Граала“. Той се състои от две части – „Йосиф“ и „Мерлин“, към които негов анонимен последовател е добавил по-късно трета част – „Персевал“.
Предисторията на Граала се появява за пръв път в романа на Кретиен дьо Троа „Персевал или разказ за Граала“ описващ легенди за последните дни на Иисус Христос. След разпъването на кръста Йосиф от Ариматея пренася Граала в Бретан. Робер дьо Борон свързва тази легенда с легендата за крал Артур, магьосникът Мерлин и съдбата на Авалон. Християнската символика на Граала позволява да обединят в едно отделните разкази.

## Произведения
- Le Roman de l'Estoire dou Graal (1190 – 1199)
Роман за Граала: Моденски манускрипт, изд.: ИК „Изток-Запад“, София (2012), прев. Владимир Атанасов